# Francesco Cherubini
Francesco Cherubini (Milano, 5 marzo 1789 – Oliva di Lomaniga, 4 giugno 1851) fu un letterato milanese, che legò il proprio nome alla compilazione di un dizionario milanese-italiano e alla prima raccolta di autori della letteratura milanese, di cui Alessandro Manzoni si servì, specialmente dopo il 1827, nell'intento di adattare le risorse linguistiche del milanese all'uso del toscano in vita.

## Biografia
Nacque a Milano, da Giuseppe, compositore-tipografo, e Maria Repossi, in una casa sita in via Asole, già denominata Contrada degli Asini. Il Cherubini, rilevando tale circostanza, aggiunge: "a mio vedere essa non fu senza naturale oroscopia bella e buona, giacché mi avvisava predestinato a quella non lieve soma, cui mi vedrete soggiacere oppresso, se questa vita verrà da me tirata innanzi".
Mandato a balia a Castellanza, un giorno la sua nutrice col marito riportarono il bimbo ai genitori perché si rifiutavano di pagare la mercede pattuita. Ne nacque così rumoroso litigio che accorsero i vicini, fra i quali certo Filippo Buzzi e sua moglie, che, essendo gente di buon cuore e senza figli, tacitarono col proprio borsello i due creditori. Fatto grandicello, chiesero di tenerlo con loro, e gli fu concesso dai genitori, che il Cherubini non rivide più di un paio di volte.
I Buzzi lo mandarono dapprima alla Scoletta del Bollo tenuta da Carlo Marchesi, poi al Ginnasio di S. Alessandro, poi ai corsi di rettorica in Seminario. Dovunque provò quello che egli chiama il bel dolciume pedagogico del suo tempo (ceffoni, croci colla lingua in terra, nerbate, ecc.), e dovunque si distinse per il suo carattere vivace e poco arrendevole.
A 14 anni fu mandato a guadagnarsi il pane con un piccolo impiego. Non intendendo i Buzzi adottarlo, il giovanetto li abbandonò e se ne partì con due camicie ed una giubba di panno. Da allora si mantenne da solo.
Nel settembre 1805 è nominato alunno presso i Dirigenti della Reale Stamperia e in seguito nominato correttore. Successivamente, Giovanni Gherardini lo prende come collaboratore del "Giornale Italiano". Nel 1812 eccolo verificatore presso la Segreteria generale del Ministero della Guerra, mentre dà lezioni di italiano, inglese, tedesco e latino. Fu poi Cancelliere del Censoa Bellano e poi a Ostiglia, e per finire direttore della I. R. Scuola normale di Piazza Gallo a Milano.
L'attività cui dedicò la maggior parte del suo tempo e delle sue energie fu la redazione del più grande e insuperato dizionario di dialetto milanese (in cinque volumi), oltre alla prima collana di scrittori milanesi, in dodici volumi. Scrisse anche un vocabolario di dialetto mantovano, uno di latino, ed altre opere, per lo più a carattere didattico.

## Opere
- Vocabolario milanese-italiano, 2 voll., Milano, Stamperia reale, 1814
  - Tom. I, A-O: pp. XX, 336;
  - Tom. II, P-Z: pp. 351.
- Vocabolario milanese-italiano, 5 voll., Milano, Imperial Regia Stamperia, poi Società Tipografica dei Classici Italiani, 1839-56 
  - Vol. I (1839), A-C: pp. LI, 388;
  - Vol. II (1840), D-L: pp. 428;
  - Vol. III (1841), M-Q: pp. 448;
  - Vol. IV (1843), R-Z (+ Giunte e correzioni): pp. 556 e pp. III, 140;
  - Vol. V (1856, postumo), Sopraggiunta. Nozioni filologiche intorno al Dialetto milanese. Saggio d'osservazioni su l'Idioma brianzuolo, suddialetto del milanese, pp. XIX, 308.
- Collezione delle migliori opere scritte in dialetto milanese, 12 voll., Milano, presso Giovanni Pirotta, 1816-17:
  - Vol. I:  Poesie di Giovanni Paolo Lomazzo e Fabio Varese; Varon de Milan di Giovanni Capis; De la parnonzia de Milan d'Ambrogio Biffi; Sonetti di Fabio Varese, Milano, Giovanni Pirotta, 1816 (pp. LXXXIV, 113);
  - Vol. II: Opere di Carlo Maria Maggi, vol. I, Commedie, Milano, Giovanni Pirotta, 1816 (pp. 367);
  - Vol. III: Commedie e rime di Carlo Maria Maggi dall'antica ridotte all'odierna lettura e corredate di note, Milano, Giovanni Pirotta, 1816 (pp. 277);
  - Vol. IV: Poesie di Girolamo Birago, Pietro Cesare Larghi, Stefano Simonetta, Carl'Antonio Tanzi, Milano, Giovanni Pirotta, 1816 (pp. 382);
  - Vol. V: Opere di Domenico Balestrieri, vol. I, Il Figliuol prodigo - Novelle - Sestine - Quartine, Milano, Giovanni Pirotta, 1816 (pp. 308);
  - Vol. VI: Opere di Domenico Balestrieri, vol. II, Ottave - Sonetti, Milano, Giovanni Pirotta, 1816 (pp. 308);
  - Vol. VII: Opere di Domenico Balestrieri, vol. III, La Gerusalemme liberata, Milano, Giovanni Pirotta, 1816 (pp. 503);
  - Vol. VIII: Opere di Domenico Balestrieri vol. IV, Prose - Intermezzi - Traduzioni d'Anacreonte - Poesie varie - Brandana, Milano, Giovanni Pirotta, 1816 (pp. 520);
  - Vol. IX: Poesie di Francesco Girolamo Corio, Giorgio Giulini, C. Andrea Ottolina, L. Marliani, Giuseppe Parini, Giuseppe Bossi e di anonimi - I conti d'Agliate, commedia in prosa, Milano, Giovanni Pirotta, 1816 (pp. 220);
  - Vol. X: Poesie di Alessandro Garioni, Francesco Pertusati, Giuseppe Bertani, Milano, Giovanni Pirotta, 1816 (pp. 256);
  - Vol. XI: Poesie di Tommaso Grossi, Carl'Alfonso Pellizzone, Francesco Bellati, Giuseppe Zanoja, Milano, Giovanni Pirotta, 1816 (pp. 216);
  - Vol. XII: Poesie di Carlo Porta, Milano, Giovanni Pirotta, 1817 (pp. 174).
- Vocabolario mantovano-italiano, Milano, Gio Batista Bianchi & C., 1827. (pp. XXVIII, 212).
- Vocabolario italiano-latino per intiero nuovamente compilato ad uso degli studenti de'ginnasi, Milano, Imp. Regia stamperia, 1825 (pp. XIX, 1243)
- Vocabolario patronimico italiano; o sia, adjettivario italiano di nazionalità, a cura di Giovanni Battista Capitani, Milano, Soc. Tip. de' Classici Italiani, 1860 (opera postuma).